# Большой Дубовский
Большой Дубовский — хутор в Новоаннинском районе Волгоградской области России. Входит в состав Деминского сельского поселения. Население 53 человека (2010).

## География
Расположен в северо-западной части области. в лесостепи, в пределах Хопёрско-Бузулукской равнины, являющейся южным окончанием Окско-Донской низменности и находится на р. Паника. К северо-западу находится пруд Трунин.
Уличная сеть не развита.
Абсолютная высота 83 метра над уровнем моря.

## Население
| 2010 |
| ---- |
| 53   |

Гендерный состав
По данным Всероссийской переписи населения 2010 года в гендерной структуре населения из 53 человек мужчин — 21, женщин — 32 (39,6 и 60,4 % соответственно).
Национальный состав
Согласно результатам переписи 2002 года, в национальной структуре населения
русские составляли 74 % из общей численности населения в 71 человек

## Инфраструктура
Развитое сельское хозяйство. Личное подсобное хозяйство.
Ведется газификация хутора. Внутрипоселковый газопровод ввключён в областную целевую программу «Газификация Волгоградской области на 2013—2017 годы».

## Транспорт
Просёлочные дороги.